# Perdiamoci di vista
Perdiamoci di vista è un film del 1994 diretto da Carlo Verdone. Protagonisti, in questa commedia dal retrogusto amaro, sono lo stesso Carlo Verdone e Asia Argento.

## Trama
Gepy Fuxas, presentatore televisivo di grande fama, conduce la trasmissione Terrazza Italiana, nella quale vengono dati in pasto al pubblico una serie di casi umani trattandoli con superficialità e cinismo. Durante una puntata della suddetta trasmissione, Fuxas intervista una signora sui problemi dei disabili ma ben presto accantona l'argomento, che non considera di grande interesse verso il pubblico, per mettere in piazza dolorose questioni private dell'ospite.
Arianna, una ragazza paraplegica, inizia a provocarlo dalla platea e il conduttore replica affermando che è molto facile ottenere gli applausi quando ci si trova su una sedia a rotelle, arrivando perfino a dire che i paraplegici possono rivelarsi addirittura razzisti nei confronti della società che li snobba.
L'effetto di questo intervento è catastrofico per la carriera del presentatore: il giorno successivo, infatti, nonostante i grandi ascolti ottenuti, il presidente della rete televisiva per cui lavora decide di chiudere la trasmissione e di licenziarlo. Abbandonato da tutti, Gepy scopre di essere solo e che la sua vita dipendeva esclusivamente dall'immagine televisiva. Una sera in un ristorante incontra Giampiero Antonazzi, altra vecchia gloria della televisione riciclatosi in una piccola rete locale, Televerità: l'uomo offre a Fuxas un contratto economicamente vantaggioso che prevede la conduzione di un talk show squallido e volgare, Galline da combattimento, in cui tre attori fingono di essere personaggi reali, litigando e sciorinando ogni aspetto delle loro vite private.
Mentre si riserva di decidere se accettare o meno l'offerta, Gepy reincontra casualmente Arianna che, sentendosi in colpa per averlo rovinato, lo invita a cena a casa sua palesandogli propositi di amicizia. Dopo aver imparato a conoscere meglio Arianna, Gepy capisce quanto la sua vita sia vuota rispetto a quella, varia e interessante, della ragazza. Tra Gepy e Arianna nasce un'intesa, anche se gli eventi fanno sì che i due siano continuamente destinati a perdersi di vista, per poi ritrovarsi sempre più consapevoli; dal contatto con il mondo della disabilità, a lui fino ad allora sconosciuto, Gepy impara ad allargare le sue vedute mentre la ragazza deve fare i conti con il proprio carattere non facile e soggetto a repentini sbalzi d'umore.
Gepy, dopo aver constatato i contenuti squallidi del nuovo programma propostogli da Antonazzi, proprio mentre sta registrando la puntata pilota decide di lasciare la conduzione del programma, abbandonare definitivamente Antonazzi e di invitare Arianna a Praga per qualche giorno, celandole però la sua reale intenzione, ovvero quella di portarla a consulto da un medico di fama internazionale per farle riacquistare l'uso delle gambe. Arianna, una volta scoperta la verità,  pur essendo contraria, si sottopone alla visita in lacrime e costringe Gepy ad ammettere che, per quanto possa sforzarsi, non la accetterà mai completamente a causa del suo handicap. Dopo un'ennesima accesa discussione tra i due, Arianna si allontana furiosamente ma le ruote della sua sedia a rotelle si incastrano tra le grate di un tombino nei pressi dei binari del tram che sta sopraggiungendo. Gepy salverà Arianna da morte certa prendendola in braccio allontanandola dai binari e, dopo che Arianna si scusa con lui, i due si baciano.

## Distribuzione
Il film è uscito nelle sale italiane il 27 gennaio 1994.

## Accoglienza

### Incassi
Il film è stato il diciannovesimo maggiore incasso della stagione cinematografica italiana 1993-1994.

## Riconoscimenti
- 1994 - Ciak d'oro
  - Miglior attrice protagonista a Asia Argento[3]
- 1994 - David di Donatello
  - Miglior regia a Carlo Verdone
  - Migliore attrice protagonista a Asia Argento
  - Nomination Miglior film a Carlo Verdone, Mario Cecchi Gori e Vittorio Cecchi Gori
  - Nomination Migliore sceneggiatura a Francesca Marciano e Carlo Verdone
  - Nomination Miglior sonoro a Benito Alchimede
- 1994 - Premio Flaiano
  - Premio all'interprete femminile a Asia Argento
- 1995 - Nastro d'argento
  - Nomination Migliore attrice protagonista a Asia Argento